# حقيقة اجتماعية
في علم الاجتماع، يشير مصطلح الحقائق الاجتماعية إلى القيم والمعايير الثقافية والتراكيب الاجتماعية التي تسمو فوق الفرد ويمكنها التدريب على القيود الاجتماعية. ويذكر عالم الاجتماع الفرنسي إميل دوركايم الذي وضع هذا المصطلح وساعد على انتشاره، أنه في دراسة المجتمع، «تكون القاعدة الأولى والأساسية هي النظر إلى الحقائق الاجتماعية كأشياء.» وتُشكل هذه «الأشياء» الموضوع المميز محل النقاش لعلم الاجتماع.

## الحقيقة الاجتماعية لدوركايم
بالنسبة لدوركايم، كان علم الاجتماع هو «علم الحقائق الاجتماعية»، فقد كانت مهمة عالم الاجتماع هي البحث عن ترابطات بين الحقائق الاجتماعية من أجل الكشف عن قوانين البناء الاجتماعي. وباكتشاف هذه الترابطات حينئذٍ يمكن لعالم الاجتماع تحديد إذا ما كان المجتمع المنظور له «صحيًا» أو «مرضيًا» ثم يصف الأدوية المناسبة له. وقد ميّز دوركايم بين الحقائق الاجتماعية الخام وغير الخام وذلك داخل الحقائق الاجتماعية، فالحقائق الاجتماعية الخام يجب عليها التعامل مع البناءات الاجتماعية المادية التي تؤثر بدورها على الفرد، أما عن الحقائق الاجتماعية غير الخام فهي عبارة عن قيم ومعايير ومعتقدات نابعة من الناحية المفاهيمية.
قد كان من بين أكثر الأعمال ذات الأهمية لدوركايم هو اكتشافه للحقائق الاجتماعية حول معدلات الانتحار، وبالفحص الحذر ولإحصائيات الانتحار بين الشرطة في مقاطعات مختلفة، كان دوركايم قادرًا على «إظهار» أن معدل الانتحار في المجتمعات الكاثوليكية يكون أقل منه في المجتمعات بروتستانتية. وقد عزا ذلك إلى سبب اجتماعي (كمقابل للفرد). واعتُبر ذلك حجر الأساس وما زال مؤثرًا حتى اليوم.
مبدئيًا، كان يُنظر إلى اكتشاف دوركايم حول الحقائق الاجتماعية على أنه علامة فارقة لأن هذا العمل قد وعد بإتاحة إمكانية دراسة سلوك المجتمعات بأكملها بدلاً من إجراء الدراسة على مجموعة بعينها من الأفراد، وعلى الرغم من ذلك، يرجع علماء الاجتماع المحدثون إلى دراسات دوركايم لسببين مختلفين:
- باعتبارها توضيحات بيانية حول لأي مدى يكون الباحث الاجتماعي حريصًا على التأكد من أن البيانات التي جمّعها للتحليل تكون دقيقة. وقد كانت معدلات الانتحار التي أقرّها دوركايم، وهي الواضحة الآن، نتاج صنع الإنسان بنحو كبير من حيث الطريقة التي بها صُنفت العديد من حالات الموت مثل «الانتحار» أو «غير الانتحار» في المجتمعات المختلفة. وما قد اكتشفه دوركايم بالفعل لم يكن معدلات الانتحار المختلفة على الإطلاق وإنما كان عبارة عن طرق مختلفة للتفكير في الانتحار.
- كمدخل لدراسة المعنى الاجتماعي، والطريقة التي فيها من الواضح أنه من المعتاد لا يمكن تصنيف الأفعال الفردية المطابقة بناءً على تجربة، ومن وجهة النظر الحديثة، دائمًا ما يُنظر إلى الأفعال الاجتماعية (حتى الفعل الفردي والخاص بوضع مثل الانتحار) (وتُصنف) من قبل الفاعلين الاجتماعيين. وعامةً يكون اكتشاف «الحقائق الاجتماعية» حول مثل هذه الأفعال، التي تتبعها، غير ممكن وغير مرغوب فيه، بيد أن اكتشاف الطريقة التي يدرك بها الأفراد أفعال محددة ويصنفونها يكون ما يُعرض داخلهم، وتم تقديم تعقيد آخر وذلك عن طريق السؤال حول حالة «اكتشافنا» لهذه المنظورات والتصنيفات، وبعد كل ذلك، هل لم تعكس أيضًا مثل هذه «الاكتشافات» التدريبات المدمجة للتصنيف من الناحية الاجتماعية؟ إلا أنه إذا لم تكن الاكتشافات المزعومة لمنظورات الحقائق الاجتماعية لذلك مشكوك فيها، يصعب رؤية سبب المزاعم الأصلية حول الحقائق الاجتماعية.

## الحقائق الاجتماعية الكلية لموس
بالنسبة لمرسيل موس (أبن أخ/أخت دوركايم وأحيانًا مساهم معه) تكون الحقيقة الاجتماعية الكلية هي عبارة عن «نشاط ذو ردود أفعال خلال المجتمع على الأجواء الاقتصادية والقانونية والسياسية والدينية».
حيث تُنسج الخيوط المختلفة للحياة الاجتماعية والنفسية معًا من خلال ما أسماه «الحقائق الاجتماعية الكلية»، وتكون الحقيقة الاجتماعية الكلية على ما يبدو بمثابة ما تكوّن وتنظم التدريبات والمؤسسات المميزة جدًا.
وقد اشتهر هذا المصطلح عن طريق مرسيل موس في كلاسيكيته كتاب الهدية: (The Gift).

## كتابات أخرى
- Shaffer, L.S. (2006). Durkheim’s aphorism, the Justification Hypothesis, and the nature of social facts. Sociological Viewpoints, fall issue, 57-70. Full text

## وصلات خارجية
- What is a Social Fact? From Émile Durkheim, The Rules of the Sociological Method, (Edited by Steven Lukes; translated by W.D. Halls). New York: Free Press, 1982, pp. 50–59.